# Alice Brooke Bodington
Alice Brooke Bodington (Canadá, 22 de maio de 1840 — Canadá, 15 de fevereiro de 1897) foi uma escritora canadense. Em vida, escreveu sobre biologia, evolucionismo e raça.